# WTA Challenger
Challenger (ook aangeduid als WTA $125s of als WTA 125K) was een categorie waaronder bepaalde toernooien van het WTA-tenniscircuit werden georganiseerd in de periode 2012–2020. Challengertoernooien hadden een dotatie (prijzenpot) van US$ 125.000 en vormden een instapcategorie op de WTA-kalender. Deze categorie werd tegen het einde van het WTA-seizoen van 2012 geïntroduceerd.
De WTA stelde deze categorie in om de volgende twee redenen:
- Landen, steden of organisaties die zich het prijzengeld van een International-toernooi niet konden veroorloven, konden hiermede toch de markt van het WTA-tennis betreden.
- Speelsters van relatief lage ranglijstpositie, waaronder beginnende speelsters, kregen hierdoor meer gelegenheid tot het spelen van toernooien en het verdienen van WTA-ranglijstpunten.

Het prijzengeld lag boven het maximum van de ITF-toernooien (zijnde US$ 100.000) en onder het voordien laagste WTA-niveau, dat van de categorie "International" (US$ 250.000).
Er ontstond enige verwarring door de benaming, aangezien sommige tennisliefhebbers de ITF-toernooien soms als "challenger" betitelden. Daarnaast moet de WTA Challengercategorie niet worden verward met de ATP Challenger Tour.

## Lijst van Challengertoernooien
Hieronder volgt een overzicht van alle toernooien in de categorie Challenger vanaf november 2012 tot en met september 2020. De toernooien staan op chronologische volgorde.
| toernooi                  | winnares enkelspel       | finaledatum |         |
| ------------------------- | ------------------------ | ----------- | ------- |
| WTA Taipei                | Kristina Mladenovic      | 2012-11-04  | details |
| WTA Pune                  | Elina Svitolina          | 2012-11-11  | details |
| WTA Cali                  | Lara Arruabarrena Vecino | 2013-02-17  | details |
| WTA Suzhou                | Shahar Peer              | 2013-08-10  | details |
| WTA Ningbo                | Bojana Jovanovski        | 2013-09-27  | details |
| WTA Nanjing               | Zhang Shuai              | 2013-11-03  | details |
| WTA Taipei (2)            | Alison Van Uytvanck      | 2013-11-10  | details |
| WTA Nanchang              | Peng Shuai               | 2014-07-27  | details |
| WTA Suzhou (2)            | Anna-Lena Friedsam       | 2014-09-06  | details |
| WTA Ningbo (2)            | Magda Linette            | 2014-11-02  | details |
| WTA Taipei (3)            | Vitalia Djatsjenko       | 2014-11-09  | details |
| WTA Limoges               | Tereza Smitková          | 2014-11-09  | details |
| WTA Nanchang (2)          | Jelena Janković          | 2015-08-02  | details |
| WTA Dalian                | Zheng Saisai             | 2015-09-13  | details |
| WTA Limoges (2)           | Caroline Garcia          | 2015-11-15  | details |
| WTA Hua Hin               | Jaroslava Sjvedova       | 2015-11-15  | details |
| WTA Taipei (4)            | Tímea Babos              | 2015-11-22  | details |
| WTA Carlsbad              | Yanina Wickmayer         | 2015-11-29  | details |
| WTA San Antonio           | Misaki Doi               | 2016-03-19  | details |
| WTA Bol                   | Mandy Minella            | 2016-06-05  | details |
| WTA Dalian (2)            | Kristýna Plíšková        | 2016-09-11  | details |
| WTA Taipei (5)            | Jevgenia Rodina          | 2016-11-20  | details |
| WTA Limoges (3)           | Jekaterina Aleksandrova  | 2016-11-20  | details |
| WTA Hawaï                 | Catherine Bellis         | 2016-11-27  | details |
| WTA Zhengzhou             | Wang Qiang               | 2017-04-23  | details |
| WTA Bol (2)               | Aleksandra Krunić        | 2017-06-11  | details |
| WTA Dalian (3)            | Kateryna Kozlova         | 2017-09-10  | details |
| WTA Hua Hin (2)           | Belinda Bencic           | 2017-11-12  | details |
| WTA Limoges (4)           | Monica Niculescu         | 2017-11-12  | details |
| WTA Taipei (6)            | Belinda Bencic           | 2017-11-19  | details |
| WTA Mumbai                | Aryna Sabalenka          | 2017-11-26  | details |
| WTA Hawaï (2)             | Zhang Shuai              | 2017-11-26  | details |
| WTA Newport Beach         | Danielle Collins         | 2018-01-28  | details |
| WTA Indian Wells 125K     | Sara Errani              | 2018-03-04  | details |
| WTA Zhengzhou (2)         | Zheng Saisai             | 2018-04-22  | details |
| WTA Anning                | Irina Chromatsjova       | 2018-05-05  | details |
| WTA Bol (3)               | Tamara Zidanšek          | 2018-06-10  | details |
| WTA Chicago               | Petra Martić             | 2018-09-09  | details |
| WTA Mumbai (2)            | Luksika Kumkhum          | 2018-11-03  | details |
| WTA Limoges (5)           | Jekaterina Aleksandrova  | 2018-11-11  | details |
| WTA Taipei (7)            | Luksika Kumkhum          | 2018-11-18  | details |
| WTA Houston               | Peng Shuai               | 2018-11-18  | details |
| WTA Newport Beach (2)     | Bianca Andreescu         | 2019-01-27  | details |
| WTA Indian Wells 125K (2) | Viktorija Golubic        | 2019-03-03  | details |
| WTA Guadalajara           | Veronika Koedermetova    | 2019-03-16  | details |
| WTA Anning (2)            | Zheng Saisai             | 2019-04-28  | details |
| WTA Bol (4)               | Tamara Zidanšek          | 2019-06-09  | details |
| WTA Båstad                | Misaki Doi               | 2019-07-13  | details |
| WTA Karlsruhe             | Patricia Maria Țig       | 2019-08-04  | details |
| WTA New Haven             | Anna Blinkova            | 2019-09-08  | details |
| WTA Taipei (8)            | Vitalia Djatsjenko       | 2019-11-17  | details |
| WTA Houston (2)           | Kirsten Flipkens         | 2019-11-17  | details |
| WTA Limoges (6)           | Jekaterina Aleksandrova  | 2019-12-22  | details |
| WTA Newport Beach (3)     | Madison Brengle          | 2020-02-02  | details |
| WTA Indian Wells 125K (2) | Irina-Camelia Begu       | 2020-03-08  | details |
| WTA Praag 125K            | Kristína Kučová          | 2020-09-06  | details |

## Vervolggeschiedenis
Met ingang van het tennisseizoen 2021 schakelde de WTA over op een andere set categorieën. De op dat moment bestaande toernooien van niveau Challenger werden daarbij toebedeeld aan de nieuwe categorie WTA 125.